# Lichtenštejnská knížecí rodina

Knížecí erb rodu Lichtenštejnů a zároveň znak suverénního Lichtenštejnského knížectví

Lichtenštejnská knížecí rodina je rodina panovníka Lichtenštejnského knížectví, tj. panujícího knížete a jeho nejbližších příbuzných.  
Titul panujícího knížete je v lichtenštejnském domě děděn na základě salického práva, tzn. pouze v mužské linii. Současná lichtenštejnská knížecí rodina sestává z:  
- Hans-Adam II., panující kníže z Lichtenštejna (* 14. února 1945), jako prvorozený syn hlava rodu; sňatek 30. července 1967, Marie Aglaë, hraběnka Kinská z Vchynic a Tetova. Společně mají čtyři děti:
  - princ Alois Filip Maria, dědičný kníže z Lichtenštejna (* 11. června 1968), sňatek 3. července 1993, vévodkyně Žofie Bavorská (* 28. října 1967). Společně mají čtyři děti:
    - kníže Josef Václav Maxmilián Maria z Lichtenštejna (* 24. května 1995 v Londýně)
    - Kněžna Marie-Karolína Alžběta Imakuláta z Lichtenštejna (* 17. října 1996 v Grabsu, kanton Sv. Havel)
    - Kníže Jiří Antonín Konstantin Maria z Lichtenštejna (* 20. dubna 1999 v Grabsu)
    - Kníže Mikuláš Šebestián Alexandr Maria z Lichtenštejna (* 6. prosince 2000, v Grabsu)

  - Kníže Maxmilián Mikuláš Maria z Lichtenštejna (* 16. května 1969 ve sv. Havlu), sňatek 29. ledna 2000 v kostele sv. Vincenta Ferrera v New Yorku, Angela Gisela Brown (* 3. února 1958, Bocas del Toro, Panama) mají jedno dítě:
    - Kníže Alfons Konstantin Maria z Lichtenštejna (* 18. května 2001, v Londýně)

  - Kníže Konstantin Ferdinand Maria z Lichtenštejna (* 15. března 1972 ve sv. Havlu), sňatek 5. června 1999, v Csicse, hraběnka Marie Gabriela Františka Kálnoky de Köröspatak (* 16. července 1975 ve Štýrském Hradci) mají tři děti:
    - Kníže Mořic Emanuel Maria z Lichtenštejna (* 27. května 2003 v Londýně)
    - Kněžna Georgina Maxmiliana Taťána Marie z Lichtenštejna (* 23. července 2005 ve Vídni)
    - Kníže Benedikt Ferdinand Hubert Maria z Lichtenštejna, (* 18. května 2008 ve Vídni)

  - Kněžna Taťána Nora Marie z Lichtenštejna (* 10. dubna 1973 ve sv. Havlu), sňatek 5. června 1999, u sv. Florina ve Vaduzu, baron Filip z Lattorffu, syn barona Clause-Jürgena z Lattorffu a hraběnky Julie Batthyány de Német-Ujvár (* 25. března 1968 ve Štýrském Hradci). Mají sedm dětí:
    - Lukáš Maria z Lattorffu (* 13. května 2000 ve Wiesbadenu)
    - Alžběta Marie Anděla Taťána z Lattorffu (* 25. ledna 2002 v Grabsu)
    - Marie Tereza z Lattorffu (* 18. ledna 2004 v Grabsu)
    - Kamila Kateřina Marie z Lattorffu (* 14. listopadu 2005 v Monze)
    - Anna Pia Terezie Marie z Lattorffu (* 3. srpna 2007 v Hausleitenu)
    - Žofie Kateřina Marie z Lattorffu (* 30. října 2009 v Hausleiten)
    - Maximilian Maria von Lattorff (* 17. prosince 2011 v Hausleiten)
- Kníže Filip Erasmus z Lichtenštejna (* 19. srpna 1946 v Curychu), druhorozený syn; sňatek 11. září 1971, v Abbaye de Notre Dame de la Cambre v Bruselu, Isabela de l'Arbre de Malander (* 24. listopadu 1947 v Ronse). Mají tři děti:
  - Kníže Alexandr z Lichtenštejna (* 19. května 1972 v Basileji). Sňatek 8–9. února 2003 Astrid Kohl (* 13. září 1968).
    - Kněžna Teodora Alexandra Izabela Antonie Nora Marie z Lichtenštejna (* 20. listopadu 2004).

  - Kníže Václav z Lichtenštejna (* 12. května 1974 v Uccle, Belgie)
  - Kníže Rudolf Ferdinand z Lichtenštejna (* 7. září 1975 v Uccle, Belgie)
- Kníže Mikuláš Ferdinand Maria Josef Rafael z Lichtenštejna (* 24. října 1947 v Curychu), třetí syn; sňatek 20. března 1982, v katedrále Notre-Dame v Lucemburku, kněžna Markéta Lucemburská, (* 15. května 1957, zámek Betzdorf). Mají čtyři děti:
  - Kníže Leopold Emanuel z Lichtenštejna (* 20. května 1984, zemřel téhož dne).
  - Kněžna Marie-Anunciáta Astrid Josefína Veronika z Lichtenštejna (* 12. května 1985 v Bruselu)
  - Kněžna Marie-Astrid Nora Margarita Veronika z Lichtenštejna (* 26. června 1987 v Bruselu)
  - Kníže Josef-Emanuel Leopold Maria z Lichtenštejna (* 7. května 1989 v Bruselu)
- Kněžna Norberta (Nora) Alžběta Marie Assunta Josefina Georgina et omnes sancti z Lichtenštejna (* 31. října 1950), jediná dcera; sňatek 11. června 1988 s Donem Vicente Sartorius y Cabeza de Vaca (30. listopadu 1931 – 2002), Marquess de Mariño, a má dceru, 
  - Marie Tereza Sartorius y de Liechtenstein (* 21. listopadu 1992 v Madridu).